# Samtgemeinde Mittelweser
Samtgemeinde Mittelweser er en samtgemeinde ("fælleskommune" eller amt) syd for Nienburg mod syd i den centrale del af Landkreis Nienburg/Weser i den tyske delstat Niedersachsen. Administrationen ligger i byen Stolzenau. Floden Weser løber gennem samtgemeinden.

## Inddeling
Samtgemeinden består af kommunerne:
- Estorf
- Husum
- Landesbergen
- Leese
- Stolzenau

## Historie
Samtgemeinden blev dannet 1. november 2011 ved en sammenlægning af Samtgemeinde Landesbergen og kommunen Stolzenau..